# Alegeri legislative în Germania de Vest, 1961
Cea de-a patra ediție a alegerilor federale germane s-a desfășurat la data de 17 septembrie 1961, pentru alegerea membrilor din Bundestag (Camera Deputaților) din Germania de Vest.
Pentru prima dată SPD a anunțat un cancelar candidat care nu a fost președintele partidului: Willy Brandt, primarul guvernator din (Vestul) Berlinului. După construirea zidului Berlinului, el a câștigat multă simpatie, în timp ce cancelarul Konrad Adenauer a fost criticat deoarece nu a arătat suficient sprijin pentru oamenii din Vestul Berlinului. Adenauer a avut de salvat majoritatea absolută de CDU și CSU, dar având în vedere vârsta și timpul lung în care a fost cancelar, au existat dubii în cazul în care ar trebui să conducă în al patrulea termen (mandat).
Konrad Adenauer a rămas cancelar și a constituit o coaliție între CDU/CSU-FDP. În 1962 el a anunțat un al cincilea cabinet: FTP a părăsit coaliția temporar după ce secretarul apărării Franz Josef Strau a ordonat arestarea a cinci jurnaliști care au publicat un memoriu care detaliază deficiențele în cadrul forțelor germane. În anul 1963, Adenauer a demisionat, în sfârșit.
Ludwig Erhard a preluat funcția de șef de coaliție și guvern.

## Rezultate
|  | Partid                           | Lista Partidelor de vot | Procentaj vot(schimbare) | Procentaj vot(schimbare) | Total locuri (schimbare) | Total locuri (schimbare) | Locuri procentaj |
|  | -------------------------------- | ----------------------- | ------------------------ | ------------------------ | ------------------------ | ------------------------ | ---------------- |
|  | Uniunea Creștină Democrată (CDU) | 11,283,901              | 35.8%                    | -3.9%                    | 192                      | -23                      | 38.5%            |
|  | Uniunea Creștină Socială (CSU)   | 3,014,471               | 9.5%                     | -1.0%                    | 50                       | -5                       | 10.0%            |
|  | Partidul Democrat Liber (FDP)    | 4,028,766               | 12.8%                    | +5.1%                    | 67                       | +26                      | 13.4%            |
|  | Partidul Social Democrat         | 11,427,355              | 36.2%                    | +4.5%                    | 190                      | +21                      | 38.1%            |
|  | Altele                           | 1,796,408               | 5.7%                     |                          | 0                        | -17                      | 0.0%             |
|  | Total                            | 31,550,901              | 100.0%                   |                          | 499                      | +2                       | 100.0%           |